# Alex Pacheco
Alexander Fernando Pacheco (n. agosto de 1958) es un activista a favor de los derechos de los animales estadounidense. Es el cofundador y antiguo presidente de Personas por el Trato Ético de los Animales (PETA), fundador de la organización All American Animals, miembro de la asesoría de la Sociedad de Conservación Sea Shepherd, y el creador de 1-800-Save-a-Pet.com.
Pacheco atrajo la atención pública por primera vez desde 1981, por su papel, junto con Ingrid Newkirk, en lo que se conocería como el caso de los monos de Silver Spring, una campaña para salvar a diecisiete macacos de una serie de experimentos llevados a cabo en el Instituto para la Investigación Biológica en Silver Spring, Maryland. Oliver Stone escribió que la campaña política para salvar a los monos provocó el nacimiento del movimiento a favor de los derechos de los animales en los Estados Unidos.

## Primeros años
Pacheco nació en Joliet, Illinois, pero se mudó a México con su familia cuando era un niño, en donde fue criado en una casa cercana al océano junto a sus hermanos, Jimmy y Mary, por su padre, un médico mexicano, y su madre, una enfermera estadounidense.
Kathy Snow Guillermo escribe en Monkey Business que en sus primeros años Pacheco estuvo constantemente rodeado de animales. En su jardín delantero tenía un árbol repleto de murciélagos, las serpientes se escondían detrás de unas rocas ubicadas cerca de su hogar, y los pescadores regularmente sacaban delfines del agua y los llevaban a la playa. En lugar de matar a los animales para su consumo en mataderos, los cerdos, las gallinas y los pavos eran sacrificados frente a él.
La familia abandonó México cuando Pacheco estaba en la escuela primaria, y se mudó a Ohio, a Indiana y luego a Illinois. Su interés en los animales continuó, y adquirió varias tortugas y aves en tiendas de mascotas, e incluso un mono bebé, al que llamó Chi Chi y que se posaba sobre su hombro cuando caminaba por la casa.
Asistió a una universidad católica en Ohio, con la intención de ser sacerdote, pero durante una visita a Canadá en su primer año de universidad visitó a un amigo que trabajaba en una fábrica de empaquetamiento de carne. Pese a que en México había visto animales siendo asesinados para su consumo, se horrorizó al ver a dos hombres arrojando un becerro recién nacido a la basura luego de haber sacrificado a su madre. Más tarde, durante la misma semana, un amigo le dio una copia del libro Liberación animal de Peter Singer, y luego regresó a Ohio como vegetariano. Ya no quería ser sacerdote, por lo que decidió asistir a la Universidad Estatal de Ohio, y comenzó a dedicarse a ayudar a lo que llamaba "seres que no sean humanos".

### Activismo
En la universidad, Pacheco organizó campañas contra el uso de trampas para animales y contra la esterilización de cerdos y de ganado sin anestesia. Ya que Ohio es un estado agricultor, su activismo sufrió de una amplia oposición y comenzó a recibir llamadas telefónicas anónimas en las que amenazaban con matarlo.
En 1979, asistió a una charla en Columbus por Cleveland Amory de la revista Saturday Review, quien también fue el fundador de Fund for Animals, la cual se encargó del mantenimiento de la organización en contra de la caza de ballenas, Sea Shepherd. Luego de la charla, le rogó a Avory que lo aceptase como voluntario, uniéndose al barco durante el verano en el cuarto de máquinas y como marinero, llegando a hundir el famoso buque pesquero portugués llamado Sierra.

## Caso de los monos de Silver Spring
El caso de los monos de Silver Spring comenzó cuando Pacheco comenzó a trabajar como voluntario en el Instituto de Investigación Animal como parte de su activismo a favor de los derechos de los animales. Edward Taub, un psicólogo, trabajaba allí realizando una investigación en la cual quería remover los nervios de las extremidades de los monos, obligarlos a ingerir comida y someterlos a choques eléctricos para obligarlos a usar las extremidades que no podían sentir. En gran parte debido a las condiciones en que eran conservador los monos, Pacheco denunció a Taub por las violaciones contra las leyes que evitan la crueldad animal. La policía entró en el laboratorio y rescató a los monos; Taub, por su parte, recibió 119 cargos en contra por crueldad animal y por no haber proveído a los monos de la atención veterinaria necesaria, siendo la primera vez que un científico recibía estas acusaciones en los Estados Unidos. Al principio fue encarcelado por seis cargos, principalmente por no haberles dado atención veterinaria. Cinco cargos fueron descartados y el último logró apelarse.
La batalla legal por la custodia de los monos llegó a las manos de la Corte Suprema de Estados Unidos, siendo el primer caso de derechos animales en lograrlo, generando una gran publicidad para PETA y transformándola en lo que Ingrid Newkirk describió como "cinco personas en un sótano" en un movimiento de alcance nacional. Como resultado del caso, la Casa de Representantes de Estados Unidos, y en especial el Subcomité de Ciencias, Investigación y Tecnología redactó el Acta de Bienestar Animal de 1985, y en 1986 se efectuaron cambios en el sistema de salud pública del país para animales utilizados en investigaciones. Estos cambios obligaban a los científicos interesados en realizar experimentos a tener una aprobación del Comité, cuyo trabajo es evaluar al laboratorio y averiguar para qué institución trabaja. El Peace Abbey, de Sherborn, MA, premió a Alex Pacheco con el Premio por la Consciencia y la Valentía el 20 de marzo de 1995.